# BMW・507
BMW・507とは、ドイツの自動車メーカー・BMWが1956年から1959年まで製造していたスポーツカーである。

## 概要
アルブレヒト・フォン・ゲルツがデザインを担当。戦後初のBMW新型車である501/502をベースにした、2座カブリオレである。経営難のさなか、503と同時期にフランクフルトモーターショーで発表、1956年から販売を開始した。専用のハードトップを被せることによりクーペボディにすることが可能だった。
フリッツ・フィードラー設計によるシャシー、チューニングした502用3,200ccエンジン搭載。安価を目指したが、開発費がかさんでしまった結果、メルセデス・ベンツ・300SL並の高価格車とならざるを得ず、販売不振によって短期間のうちに製造中止。総生産台数は252台とごく少なく、BMWの経営不振を招いた。